# Departamento de Lempira
Lempira es un departamento de Honduras. Su cabecera departamental es Gracias.

## Historia
Lempira fue fundado el 28 de junio de 1825. Antes, este departamento pertenecía al territorio de «Gracias a Dios» como parte de la primera organización territorial de Honduras en 1536. El nombre del departamento es un tributo al héroe indígena Lempira originario de este lugar.

## Ubicación
El departamento de Lempira tiene una superficie de 4228 kilómetros cuadrados y está localizado al oeste de Honduras. Al norte limita con los departamentos de Copán y Santa Bárbara, al sur con la República de El Salvador. Al oeste con Ocotepeque, Copán, El Salvador y al este con los departamentos de Santa Bárbara e Intibucá. Fue creado el 28 de junio de 1825.

## Población
La población del departamento de Lempira es de unos 363,867 habitantes.

## Actividades
La economía del departamento de Lempira está basada en la ganadería, la agricultura; café, maíz, frijol, arroz, tabaco son entre otros productos; parte fundamental de las actividades diarias de este departamento.

## División administrativa

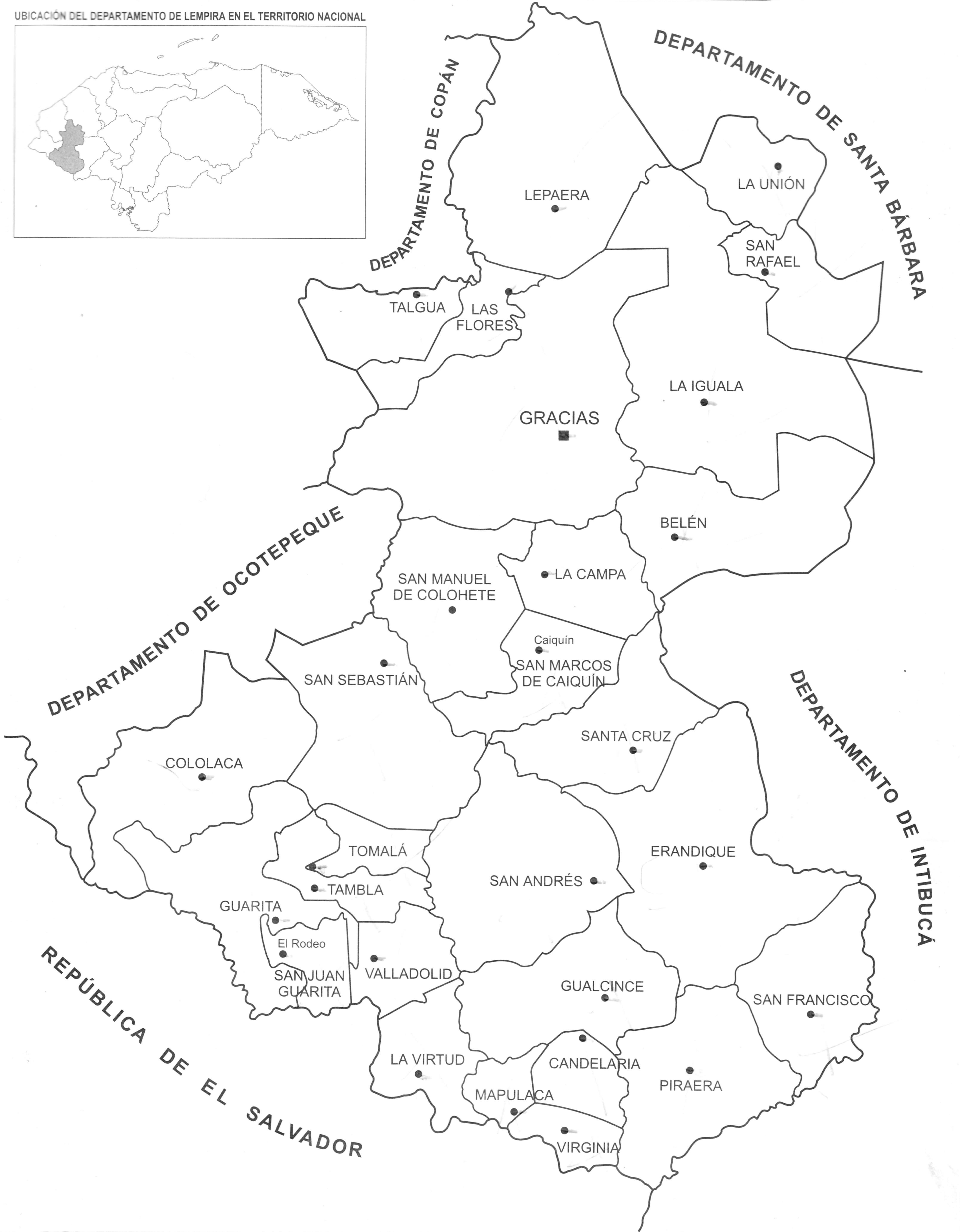
Mapa de la distribución territorial del Departamento de Lempira.

### Municipios
1. Gracias
2. Belén
3. Candelaria
4. Cololaca
5. Erandique
6. Gualcince
7. Guarita
8. La Campa
9. La Iguala
10. Las Flores
11. La Unión
12. La Virtud
13. Lepaera
14. Mapulaca
15. Piraera
16. San Andrés
17. San Francisco
18. San Juan Guarita
19. San Manuel Colohete
20. San Marcos de Caiquín
21. San Rafael
22. San Sebastián
23. Santa Cruz
24. Talgua
25. Tambla
26. Tomalá
27. Valladolid
28. Virginia

## Diputados
El departamento de Lempira tiene una representación de 5 diputados en el Congreso Nacional de Honduras.
| Diputado        | Partido                |
| --------------- | ---------------------- |
| José García     | Partido Nacional       |
| Wilson Pineda   | Partido Nacional       |
| Kely Aguilar    | Libertad y Refundación |
| Mario Cálix     | Libertad y Refundación |
| Marco Rodríguez | Partido Liberal        |